# Ходжаєв Акрам Рустамович
Акрам Рустамович Ходжаєв (13 січня 1927, місто Коканд, тепер Узбекистан — 2009, Узбекистан) — радянський узбецький діяч, 1-й секретар Андижанського промислового обласного комітету КП Узбекистану, голова Ради народного господарства Узбецької РСР, заступник голови Ради міністрів Узбецької РСР. Депутат Верховної ради Узбецької РСР 6—11-го скликань. Доктор геолого-мінералогічних наук.

## Життєпис
Член ВКП(б) з 1950 року.
У 1952 році закінчив Московський інститут нафтохімічної та газової промисловості імені Губкіна.
У 1952—1955 роках — старший геолог нафтопромислу Південний Аламишик; головний геолог нафтопромислу Ходжаабад об'єднання «Союзнафта» в Андижанській області.
У 1955—1957 роках — директор Андижанського нафтопромислу Узбецької РСР.
У 1957—1960 роках — директор Ферганського нафтокомбінату Узбецької РСР.
У 1960—1961 роках — начальник Управління газової та нафтової промисловості Ради народного господарства Узбецької РСР.
У 1961 році — секретар Андижанського обласного комітету КП Узбекистану.
У 1961 — січні 1963 року — 1-й заступник голови Ради народного господарства Узбецької РСР.
У грудні 1962 — грудень 1964 року — 1-й секретар Андижанського промислового обласного комітету КП Узбекистану.
У грудні 1964 — 1965 року — голова виконавчого комітету Андижанської обласної ради депутатів трудящих.
З 20 травня по 19 жовтня 1965 року — голова Ради народного господарства Узбецької РСР — міністр Узбецької РСР.
19 жовтня 1965 — 31 липня 1985 року — заступник голови Ради міністрів Узбецької РСР.
З 1985 року — на пенсії.
Помер у 2009 році.

## Нагороди
- орден Леніна
- орден Жовтневої Революції (17.03.1981)
- три ордени Трудового Червоного Прапора
- орден «Знак Пошани»
- медалі